# Louis Lichou
 (mai 2024).
Louis Emmanuel Lichou, surnommé « le grand timonier », né le 22 août 1920 à Ploudaniel et décédé le 10 mars 2006 à Brest, est un dirigeant d'entreprise français, directeur général du Crédit mutuel de Bretagne à partir de 1959, puis son président jusqu’en 1991. Il est considéré comme le fondateur et le président « historique » du Crédit Mutuel de Bretagne.

## Biographie
Louis Lichou est le fils d'un agriculteur mort des suites d'un gazage pendant la Première Guerre mondiale, alors que Louis est âgé de 14 ans. Il est diplômé d'une licence de droit à la faculté de droit de Rennes.
Louis Lichou commence sa carrière en tant que rédacteur au commissariat de la Reconstruction en 1942, chargé de mission au cabinet du ministre de la Reconstruction et de l'Urbanisme en 1944, et chef de section au même ministère en 1946.
Puis il cumule plusieurs mandats :
- 1948-1961 : directeur de la coopérative de reconstruction agricole du Finistère et des Côtes-du-Nord
- 1950-1962 : directeur de la coopérative d'habitat rural
- 1951-1964 : directeur de la société de crédit immobilier du Finistère et des Côtes-du-Nord
- 1957-1969 : directeur général de la société anonyme d'HLM du Finistère
- 1963-1969 : directeur de la coopérative des agriculteurs des Côtes-du-Nord et du Finistère
- 1963-1969 : directeur général adjoint de l’Union meunière agricole et commerciale
- 1958-1981 : directeur général de l’Office central (OC)

À partir de 1959, sur demande de Hervé Budes de Guébriant, Louis Lichou rejoint le secteur bancaire et devient directeur de la Caisse de Bretagne de crédit agricole mutuel, et de la fédération bretonne du Crédit mutuel jusqu'en 1991. En 1960, il est nommé directeur général puis président de la caisse fédérale bretonne du Crédit mutuel. À partir de 1969, il devient membre du comité central de la confédération nationale du Crédit mutuel, puis vice-président délégué en 1973, et finalement président honoraire en 1987. En 1979, alors directeur général, il succède à Hyacinthe Belbéoc'h à la présidence du Crédit mutuel de Bretagne.
Dès les années 1970, il cumule une fois encore plusieurs mandats :
- 1971-1981 : président du Comité interprofessionnel du logement d’Armorique
- 1972-1982 : administrateur de la Caisse centrale du Crédit mutuel
- 1973-1982 : membre du conseil de surveillance de la société Habitat-Crédit
- Depuis 1963 : conseiller puis Conseiller honoraire (1984) du commerce extérieur de la France
- 1979-1991 : président du Crédit mutuel de Bretagne[3]
- 1979-1985 : président du conseil de surveillance de Daro-voyages
- 1983-1986 : administrateur du Comptoir des Entrepreneurs
- 1991-1996 : administrateur Compagnie financière du Crédit mutuel de Bretagne
- 1988-1999 : administrateur de la société Suravenir
- 1992-1996 : administrateur de la société anonyme d'HLM
- 1991-1996 : administrateur de la société d'aménagement du Finistère
- Depuis 1985 : président du conseil de surveillance, puis Président d'honneur (1992) de la Banque coopérative et mutualiste de Bretagne
- 1988-1999 : président du conseil de surveillance de la SA Fédéral Finance

À partir des années 1980, pour répondre aux nouveaux besoins des clients, le Crédit mutuel investit dans la création de produits d'assurances, et sous l'impulsion de Louis Lichou les filiales Suravenir (assurance-vie et prévoyance), Federal Finance (gestion d'actifs), et Financo (crédit conso) sont créées.

## Prix et distinctions
- « Breton de l'année » par Armor Magazine (1979)
- ordre de l'Hermine (1989)
- Officier de la Légion d’honneur[2]
- Commandeur de l’ordre national du Mérite[2]
- Commandeur du Mérite agricole[2]